# Darasun
Darasun (ros. Дарасун) – osiedle typu miejskiego w Rosji, w Kraju Zabajkalskim, w rejonie karymskim. W 2010 liczyło 7325 mieszkańców.